# Championnat d'Asie de baseball
Le Championnat d'Asie de baseball est une compétition continentale mettant aux prises les sélections nationales d'Asie sous l'égide de la Fédération d'Asie de baseball (BFA). 
Le Japon, champion en titre en 2012, confirme sa domination dans l'épreuve avec 18 titres sur 25 possibles.

## Palmarès
| Année        | Lieu           | Or                        | Argent              | Bronze       |
| ------------ | -------------- | ------------------------- | ------------------- | ------------ |
| 1954 Détails | Manille        | Philippines               | Japon               | Corée du Sud |
| 1955 Détails | Manille        | Japon                     | Taïwan              | Corée du Sud |
| 1959 Détails | Tokyo          | Japon                     | Corée du Sud        | Taïwan       |
| 1962 Détails | Taipei         | Japon                     | Taïwan              | Corée du Sud |
| 1963 Détails | Séoul          | Corée du Sud              | Taïwan              | Japon        |
| 1965 Détails | Manille        | Japon                     | Corée du Sud        | Taïwan       |
| 1967 Détails | Tokyo          | Japon                     | Corée du Sud        | Taïwan       |
| 1969 Détails | Taipei         | Japon                     | Taïwan              | Philippines  |
| 1971 Détails | Séoul          | Corée du Sud              | Japon               | Philippines  |
| 1973 Détails | Manille        | Japon                     | Corée du Sud        | Taïwan       |
| 1975 Détails | Séoul          | Corée du Sud              | Japon               | Australie    |
| 1983 Détails | Séoul          | Corée du Sud Taïwan Japon |                     |              |
| 1985 Détails | Perth          | Japon                     | Corée du Sud Taïwan |              |
| 1987 Détails | Tokyo          | Taïwan                    | Japon               | Corée du Sud |
| 1989 Détails | Séoul          | Japon Taïwan Corée du Sud |                     |              |
| 1991 Détails | Pékin          | Japon                     | Taïwan              | Corée du Sud |
| 1993 Détails | Perth          | Japon                     | Corée du Sud        | Taïwan       |
| 1995 Détails | Kurashiki      | Japon                     | Corée du Sud        | Taïwan       |
| 1997 Détails | Taipei         | Corée du Sud              | Japon               | Taïwan       |
| 1999 Détails | Séoul          | Corée du Sud              | Japon               | Taïwan       |
| 2001 Détails | Taipei         | Taïwan                    | Corée du Sud        | Japon        |
| 2003 Détails | Sapporo        | Japon                     | Taïwan              | Corée du Sud |
| 2005 Détails | Miyazaki       | Japon                     | Taïwan              | Chine        |
| 2007 Détails | Taichung       | Japon                     | Corée du Sud        | Taïwan       |
| 2009 Détails | Sapporo        | Japon                     | Taïwan              | Corée du Sud |
| 2012 Détails | Taichung       | Japon                     | Taïwan              | Corée du Sud |
| 2015 Détails | Taichung       | Corée du Sud              | Taïwan              | Japon        |
| 2017 Détails | Nouveau Taipei | Japon                     | Taïwan              | Corée du Sud |
| 2019 Détails | Taichung       | Taïwan                    | Japon               | Chine        |

## Tableau des médailles
| Rang | Pays         | Or | Argent | Bronze | Total |
| ---- | ------------ | -- | ------ | ------ | ----- |
| 1    | Japon        | 19 | 8      | 2      | 29    |
| 2    | Corée du Sud | 8  | 10     | 8      | 26    |
| 3    | Taïwan       | 5  | 12     | 9      | 26    |
| 4    | Philippines  | 1  | 0      | 2      | 3     |
| 5    | Chine        | 0  | 0      | 2      | 2     |
| 5    | Australie    | 0  | 0      | 1      | 1     |